# Acacia tenuinervis
Acacia tenuinervis är en ärtväxtart som beskrevs av Leslie Pedley. Acacia tenuinervis ingår i släktet akacior, och familjen ärtväxter. Inga underarter finns listade i Catalogue of Life.